# 三叉蕨
三叉蕨（学名：Tectaria subtriphylla）是叉蕨科叉蕨属的植物。分布于印度、台湾岛、波利尼西亚、缅甸、印度尼西亚、越南、斯里兰卡以及中国大陆的广东、云南、广西、海南、贵州、福建等地，生长于海拔100米至450米的地区，常生长在河边密林下阴湿处、生山地以及岩石上，目前尚未由人工引种栽培。